# Выбудов
Выбудов (укр. Вибудів) — село в Козовской поселковой общине Тернопольского района Тернопольской области Украины.
До 2020 года входило в Козовский район.
Код КОАТУУ — 6123081701. Население по переписи 2001 года составляло 531 человек.

## Географическое положение
Село Выбудов находится на правом берегу реки Ценюв,
выше по течению на расстоянии в 1 км расположено село Ценёв,
ниже по течению на расстоянии в 2 км расположено село Бышки,
на противоположном берегу — село Ценёв.

## История
- 1630 год — первое упоминание о селе.

## Объекты социальной сферы
- Школа I ст.
- Клуб.
- Фельдшерско-акушерский пункт.

## Достопримечательности
- Братская могила советских воинов.